# Descoberta i conquesta catalana d'Amèrica
El llibre Descoberta i conquesta catalana d'Amèrica és un assaig en què, seguint el lema del títol, l'autor (Enric Guillot) exposa amb metodes pseudohistòrics algunes de les proves documentals que ha trobat de la presència dels catalans en les gestes de la descoberta d'Amèrica.
És una edició trilingüe (català, castellà i anglès) i en gran format il·lustrat a tot color, i permet veure d'una forma clara i concisa gran part de la iconografia i cartografia en què es basa l'autor. Conté 54 mapes, portolans i gravats (s. XV-XVIII) de museus de tot el món, així com diversos mapes històrics per a poder situar-los en el seu context.
El llibre revisa les teories tradicionals que plantegen l'origen català de Cristòfor Colom (teoria de Luis de Ulloa i Cisneros), com també d'altres conqueridors, i la major o menor contribució catalana a la magna empresa de la colonització d'Amèrica. La gran novetat d'aquest llibre és que la investigació s'ha fet íntegrament emprant internet com a eina de recerca, i sense cap formació o coneixement. Així ho explica l'autor en el pròleg: "...navegant per la xarxa, vaig trobar un mapa antic amb una senyera catalana sobre el continent americà. El mapa anava acompanyat del següent text explicatiu: Mapa de l'Atlàntic nord, cartografia portuguesa del segle xvi...".